# Juan Antonio Jiménez Cobo
Juan Antonio Jiménez Cobo (Castro del Río, 11 de mayo de 1959) es un jinete español que compite en la modalidad de doma.
Jiménez se estuvo dedicando a dar espectáculos de doma vaquera hasta que vio una prueba de doma clásica en los Juegos Olímpicos de Barcelona 1992, tras lo que decidió practicar esta modalidad.
Ha participado en tres Juegos Olímpicos de Verano, obteniendo una medalla de plata en Atenas 2004, en la prueba por equipos (junto con Beatriz Ferrer-Salat, Ignacio Rambla Algarín y Rafael Soto Andrade), y el quinto lugar en Sídney 2000, en la misma prueba. En los Juegos Olímpicos de 2024 fue, con 65 años, el deportista de más edad y también se convirtió en el deportista español más veterano en disputar unos Juegos Olímpicos.
Ha ganado una medalla de bronce en el Campeonato Mundial de Doma de 2002 y dos medallas en el Campeonato Europeo de Doma, plata en 2003 y bronce en 2005.

## Palmarés internacional
| Juegos Olímpicos   | Juegos Olímpicos              | Juegos Olímpicos  | Juegos Olímpicos |
| Año                | Lugar                         | Medalla           | Categoría        |
| ------------------ | ----------------------------- | ----------------- | ---------------- |
| 2004               | Atenas (Grecia)               | Medalla de plata  | Por equipos      |
| Campeonato Mundial |                               |                   |                  |
| Año                | Lugar                         | Medalla           | Categoría        |
| 2002               | Jerez de la Frontera (España) | Medalla de bronce | Por equipos      |
| Campeonato Europeo |                               |                   |                  |
| Año                | Lugar                         | Medalla           | Categoría        |
| 2003               | Hickstead (Reino Unido)       | Medalla de plata  | Por equipos      |
| 2005               | Hagen (Alemania)              | Medalla de bronce | Por equipos      |